# Pentax 645N
Pentax 645N — профессиональный среднеформатный автофокусный однообъективный зеркальный фотоаппарат. Рассчитан на роликовую плёнку типа 120, 220 или 70-мм. Выпускался с октября 1997 по 2001 год. Производитель позиционирует камеру как оптимальную среднеформатную «для профессиональных фотографов, занимающихся съемкой моды, дикой природы, ландшафтной съемкой, так как обладает хорошим сочетанием качества изображения, небольшого веса, компактности и мобильности». Температурный диапазон функционирования камеры, гарантированный производителем от −10 °C до + 50 °C.
Управление камерой реализовано c классическим дисковым управлением, в отличие от предыдущей модели Pentax 645, где всё управление кнопочное.
Благодаря сменным задникам (фильм-холдерам) может заряжаться не только плёнками типа 120 и 220 (16 и 33 кадров на рулон, соответственно), но и 70-мм плёнкой, на которую помещается около 95 кадров. Зарядка камеры плёнкой происходит полуавтоматически. Для протяжки плёнки и автоматического взвода затвора в камере встроен электромотор. Таким образом можно вести не только покадровую, но и серийную съёмку со скоростью до 2 к/сек. Предусмотрена возможность взвода затвора без смены кадра для мультиэкспонирования. 
Pentax 645N может вести съёмку в одном из следующих режимов: приоритет диафрагмы, приоритет выдержки, ручной режим (с подсказками TTL-экспонометра), P, и режим работы с автоматическими TTL-вспышками по цифровому протоколу. Есть возможность вносить экспопоправки в диапазоне ±3 EV. 
Оправдывая своё профессиональное предназначение, камера имеет крупный парк объективов, принадлежностей для макросъёмки, фотовспышек. Есть репетир диафрагмы, вся экспонометрическая информация отображается в видоискателе и на внешнем ЖК-дисплее с подсветкой, а сама камера может крепиться как вертикально так и горизонтально на штативе.
Питание камеры обеспечивает 6 элементов питания типа AA. Могут использоваться как аккумуляторы этого формата так и батареи. Энергии щелочных элементов хватает приблизительно на 300-8000 кадров (в зависимости от типа плёнки) или 10-12 часов экспозиции в режиме Bulb.

## Некоторые дополнительные сведения
- Выдержка синхронизации — 1/60 c.
- Встроенная диоптрийная коррекция видоискателя в диапазоне −3,5 D — +1,5D[1].
- Установка значения ISO плёнки в диапазоне 6—6400.
- Возможность впечатывания в зону рамки кадра параметров съёмки.

## Система 645N
- Сменные задники (фильм-холдеры):
  - Для плёнки типа 120.
  - Для плёнки типа 220.
  - Для 70-мм плёнки (с удлинителем видоискателя).
- Вспышки:
  - AF500FTZ.
  - AF360FGZ.
  - AF330FTZ.
  - AF400T.
  - AF140C Macro Flash макровспышка.
  - AF220T.
  - Аксессуары для вспышек:
    - Переходники Hotshoe Adapter F и Fg (используются для работы двух вспышек в режиме управления контрастом (только со вспышками AF500FTZ, AF360FGZ и AF330FTZ) и проводной синхронизации с вынесенной вспышкой).
    - Соединительные кабели Extension Cord F5P и F5L.
    - Переходник Off-Camera Shoe Adapter F.
- Фокусировочные экраны
- Внешний блок питания Remote Battery Pack 645.
- Наглазник большого диаметра Large eye cap 645.
- Задняя крышка кассетной части фотокамеры Rear body cap 645.
- Заглушка разъёма спускового тросика Release socket cap F.